# Didümosz Khalkenterosz
Didümosz Khalkenterosz (ógörögül: Δίδυμος Χαλκέντερος, latinul: Didymus Chalcenterus), (Alexandria, Kr. e. 63 körül – Róma, Kr. u. 10 körül) a legnevezetesebb ókori görög nyelvtudósok és kommentárírók egyike. Állítólag 4000 könyvtekercsnyi műveiből szinte csak töredékek maradtak fenn.

## Élete és művei
Számos műben foglalta össze mások kutatásait, illetve a rómaiakat megismertette a görög nyelvészettel. Bámulatos szorgalommal rendelkezett, amely miatt kalkenterosznak, azaz „ércgyomrú”-nak nevezték az ókori tudósok, ítélőképessége és megbízhatósága azonban nem volt magas. Műveinek száma állítólag – legalábbis a Szuda-lexikon (Athen. 139.) és Seneca (ep. 88, 37) szerint – meghaladta a 3500 vagy 4000 (ǃ) tekercset, úgy, hogy élete végén már saját műveit sem tudta fejben tartani, ezért bibliolathasz-nak, azaz „könyvfeledő”-nek gúnyolták.
Műveinek nagyobb részét napjainkra már elveszett kommentárok képezték szinte az összes görög költőhöz. A költőkhöz fenn maradt későbbi szkolionok nagyrészt Didümosz műveire vezethetők visszaː ez viszont már csak azért is értékes, mert éppen Didümosz jegyezte fel több alexandriai tudós (például Szamoszi Arisztarkhosz) munkásságát. A később tudósok által gyakran használt, de szintén mára elveszett lexikográfiai gyűjteményei nemcsak a költők mellett a történeti eseményekre és a szónokokra nézve tartalmaznak sok adatot. Didümosz írt a nyelvészetről, a közmondásokról, a csodákról, Szolón törvényeiről, de volt egy vitairata Marcus Tullius Cicero De republicája ellen. Vegyes tartalmú írás volt a Szumposziaka n. Szummikta, amelyekben irodalmi tárgyú dolgokat is feldolgozott. Démoszthenész-kommentárjainak egy nagyobb (a 9–11. és a 13. beszédhez fűződő) részlete papiruszon előkerült, többi műveiből csak töredékek maradtak fenn, melyeket a 19. században kezdtek összegyűjteni és kiadni. (Schmidtː Didymi Chalcenteri fragm. Lipsiae, 1854., illetve Ludwichː Aristarchs homerische Textritik nach den Fragmenten des Didymus, Leipzig, 1885)